# Фёдоровское городское поселение
Фёдоровское городское поселение — муниципальное образование в Тосненском районе Ленинградской области.
Административный центр — посёлок Фёдоровское.

## Географическое положение
Фёдоровское городское поселение расположено на северо-западе района на границе с Санкт-Петербургом.
Граничит:
- на севере — с Санкт-Петербургом
- на востоке — с Тельмановским городским поселением и Красноборским городским поселением
- на юге — с Форносовским городским поселением
- на западе — с Гатчинским муниципальным округом

По территории поселения проходят автодороги:
- 41К-174 (подъезд к пос. Фёдоровское)
- 41К-176 (Павловск — Косые Мосты)
- 41К-850 (подъезд к дер. Ладога)

Расстояние от административного центра поселения до районного центра — 37 км.

## История
В начале 1920-х годов в составе Детскосельской волости Троцкого уезда был образован Федоровский сельсовет. 
В августе 1927 года Фёдоровский сельсовет вошёл в состав вновь образованного Детскосельского района Ленинградского округа Ленинградской области. 
19 августа 1930 года Детскосельский район был ликвидирован, Фёдоровский сельсовет был присоединён к Тосненскому району.
По данным на 1933 год в Фёдоровский сельсовет входило 12 деревень: Аннолово, Глинка, Гричевка, Кирцелово, Корделево, Ладога, Мойдолово, Пабучи, Подолово, Райколово, Фёдоровская, Чёрная Речка, общей численностью населения 3259 человек. 
19 августа 1936 года Фёдоровский сельсовет был передан в состав Слуцкого района. 
25 июля 1953 года Федоровский сельсовет передан из ликвидированного Павловского района в Тосненский район. 
22 мая 1965 года к Фёдоровскому сельсовету был присоединён ликвидированный Погинский сельсовет.
18 января 1994 года постановлением главы администрации Ленинградской области № 10 «Об изменениях административно-территориального устройства районов Ленинградской области» Фёдоровский сельсовет, также как и все другие сельсоветы области, был преобразован в Фёдоровскую волость.
Фёдоровское сельское поселение образовано 1 января 2006 года в соответствии с областным законом № 116-оз от 22 декабря 2004 года «Об установлении границ и наделении соответствующим статусом муниципального образования Тосненский муниципальный район и муниципальных образований в его составе», в его состав вошла большая часть бывшей Фёдоровской волости.
В июне 2017 года в связи с преобразованием деревни Фёдороское в городской посёлок Фёдоровское сельское поселение преобразовано в Фёдоровское городское поселение.

## Население
| 2006  | 2010  | 2011  | 2012  | 2013  | 2014  | 2015  |
| ----- | ----- | ----- | ----- | ----- | ----- | ----- |
| 3600  | ↗3674 | ↗3675 | ↗3722 | ↗3814 | ↗3958 | ↗4016 |
| 2016  | 2017  | 2018  | 2019  | 2020  | 2021  | 2023  |
| ↘3808 | ↗3960 | ↗4222 | ↗4460 | ↗4536 | ↗6070 | ↗6083 |
| 2024  | 2025  |       |       |       |       |       |
| ↘6036 | ↗6416 |       |       |       |       |       |

## Состав
В соответствии с Областным законом от 22.12.2004 № 116-оз в состав Фёдоровского городского поселения входят 4 деревни:
| № | Населённый пункт | Тип населённого пункта                    | Население    |
| - | ---------------- | ----------------------------------------- | ------------ |
| 1 | Аннолово         | деревня                                   | ↘226 (2017)  |
| 2 | Глинка           | деревня                                   | ↗357 (2017)  |
| 3 | Ладога           | деревня                                   | ↗72 (2017)   |
| 4 | Фёдоровское      | городской посёлок, административный центр | ↗4868 (2025) |